# Leiothrix lutea
L'usignolo del Giappone (Leiothrix lutea (Scopoli, 1786)) è un uccello passeriforme della famiglia Leiothrichidae.
Il nome può trarre in confusione, dato che non si tratta né di un usignolo (che è un Muscicapidae), né proviene dal Giappone, e non va confuso con l'usignolo dei cespugli giapponese.

## Descrizione
L'usignolo del Giappone raggiunge all'incirca i 9 centimetri. Il colore predominante è un verde oliva. Da sotto il becco si espande una macchia gialla che sfuma in arancio verso il petto (nel maschio) mentre nella femmina l'arancione è poco esteso o assente. Il maschio ha un anello perioculare bianco che si allunga fino al becco,  di colore rosso acceso. Le estremità delle ali sono colorate di arancione, giallo, rosso (con diversa estensione tra i due sessi) e nero. Le femmine si distinguono per il piumaggio più pallido rispetto al maschio. I giovani, molto simili alle femmine, presentano il becco di colore nero o grigio scuro.

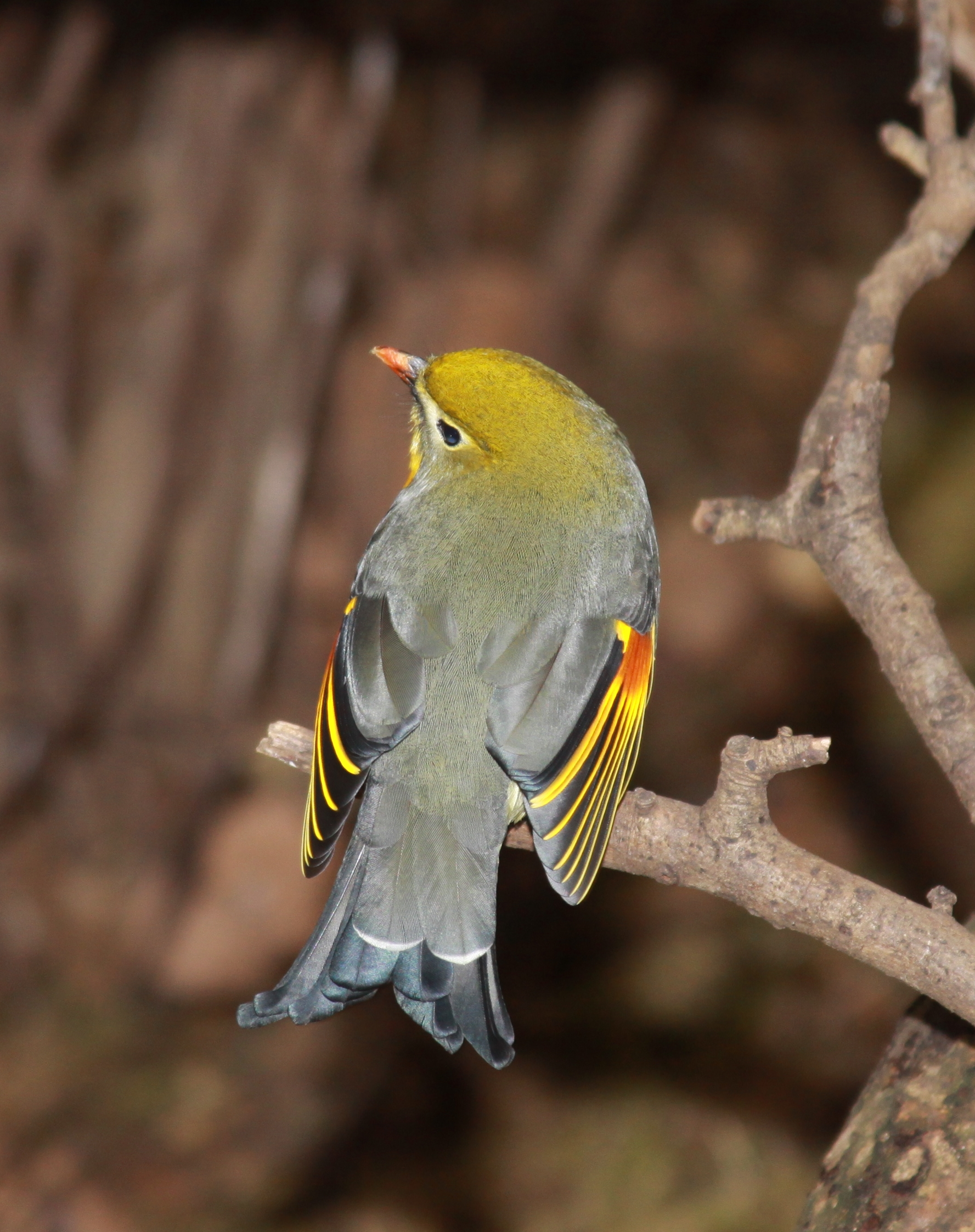
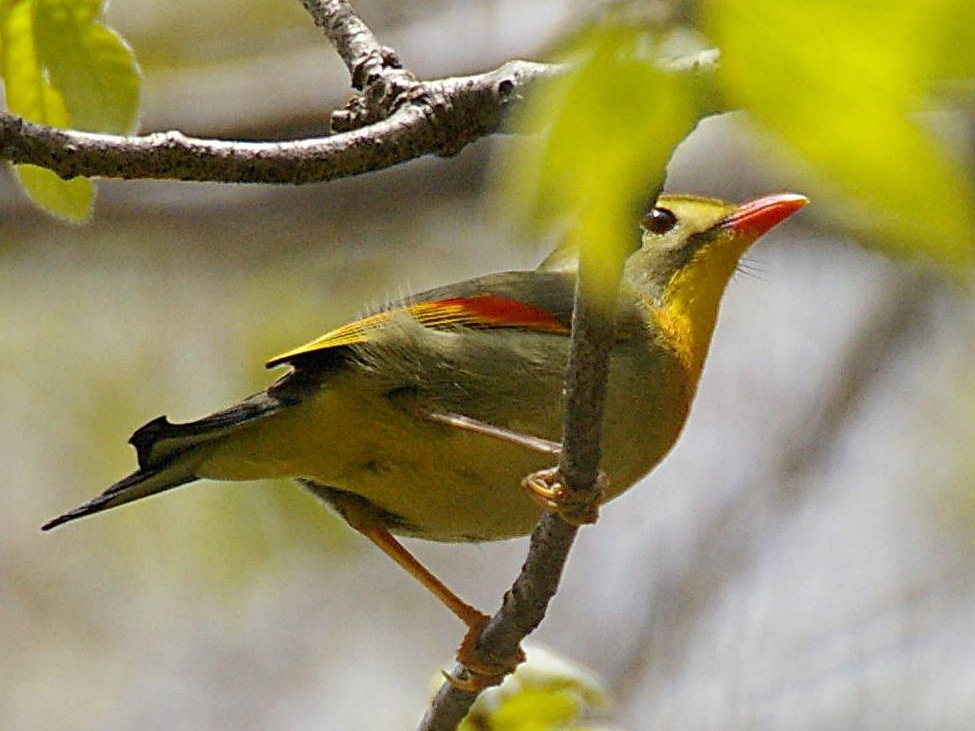
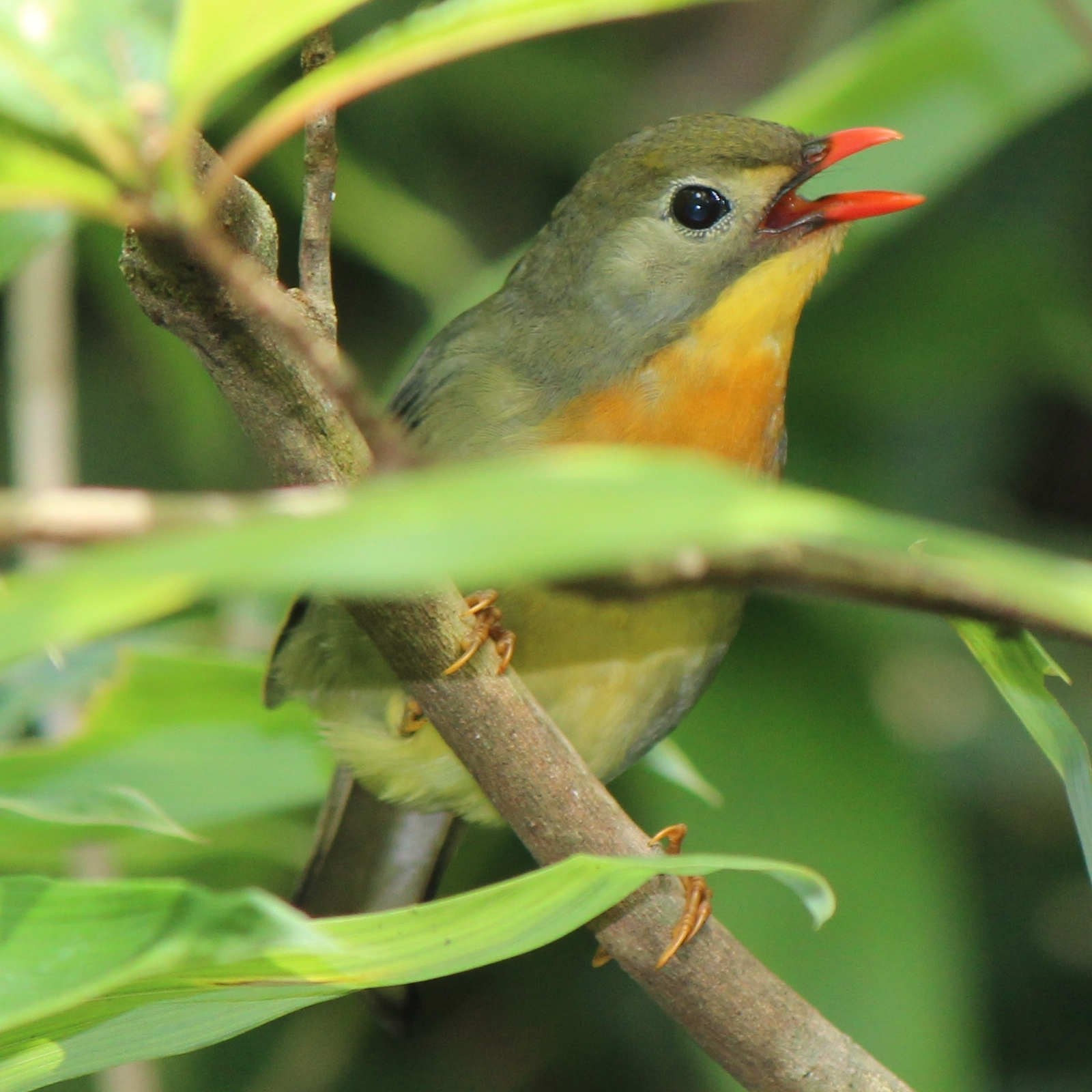

## Biologia

### Alimentazione
L'usignolo del Giappone è soprattutto un insettivoro e si nutre di ogni tipo di insetti. Si nutre altresì di anellidi, bacche, frutta e sementi. I piccoli hanno particolare necessità di una ricca assunzione di proteine, infatti i giovani usignoli del Giappone sono quasi esclusivamente insettivori.

## Distribuzione e habitat
La specie è originaria del sud-est asiatico, dalle aree himalayane di Nepal e Bhutan sino al Vietnam e alla Cina meridionale.

Alcune popolazioni sono state introdotte in Giappone e nelle Hawaii dove vivono solo a partire dagli anni ottanta del XX secolo. Alcune colonie di uccelli scappati dalla cattività esistono anche in Europa. Alcune di queste sono state individuate in Portogallo, in Francia, in Germania, in Italia e in Spagna. In Italia la specie risulta oggi nidificante e stanziale. Inoltre, recenti studi ne hanno dimostrato la potenziale espansione, evidenziando le zone più idonee per la specie  Nell'isola della Riunione è riconosciuta come specie invasiva.

## Conservazione
La sua distribuzione è molto ampia. La IUCN la cataloga tra le specie a rischio minimo (Least Concern), nonostante la distruzione del suo habitat e la massiccia esportazione come uccello da gabbia. È considerata tra le sette specie più invasive di uccelli .